# 1000-km-Rennen von Brands Hatch 1981

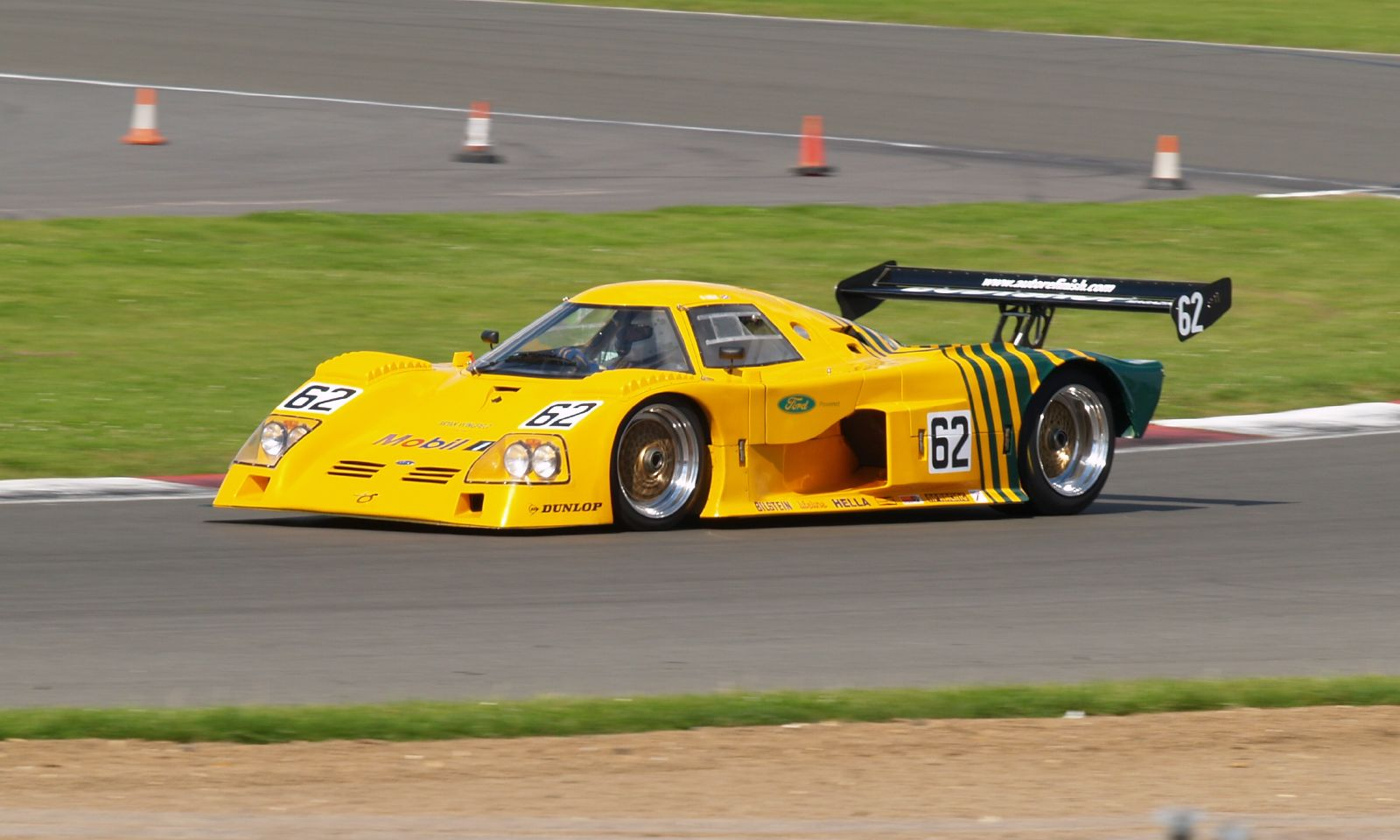
Gab in Brands Hatch sein Renndebüt; der Ford C100

Das 1000-km-Rennen von Brands Hatch 1981, auch Flying Tiger 1000, FIA World Endurance Championship for Driver, Brands Hatch, fand am 27. September auf der Rennstrecke von Brands Hatch statt und war der 15. und letzte Wertungslauf der Sportwagen-Weltmeisterschaft dieses Jahres.

## Das Rennen
Mit dem 1000-km-Rennen von Brands Hatch endete die Sportwagen-Weltmeisterschafts-Saison 1981. Schon vor Ablauf der Meisterschaft hatte sich Lancia den Titel eines Marken-Weltmeisters gesichert. Mit seinem zweiten Gesamtrang im Rennen – als Partner von Bobby Rahal auf einem Porsche 935 – krönte sich der US-Amerikaner Bob Garretson zum ersten Sportwagen-Weltmeister der Motorsportgeschichte.
Bei diesem Langstreckenrennen kam der Ford C100 zu seinem ersten Renneinsatz. Im Qualifikationstraining erzielte Manfred Winkelhock auf diesem Fahrzeugmodell die beste Trainingszeit; im Rennen stoppte ihn und Klaus Ludwig ein Getriebeschaden vorzeitig. Den Gesamtsieg sicherten sich Guy Edwards und Emilio de Villota auf einem Werks-Lola T600.

## Ergebnisse

### Schlussklassement
| 1               | S + 2.0  | 3  | Banco Occidental Ultramar Team Lola               | Guy Edwards Emilio de Villota           | Lola T600               | 238 |
| 2               | GTX      | 50 | Flying Tigers-Garretson Racing                    | Bob Garretson Bobby Rahal               | Porsche 935K3           | 230 |
| 3               | Gruppe 5 | 22 | Emka Productions Limited                          | Derek Bell Chris Craft                  | BMW M1                  | 227 |
| 4               | Gruppe 5 | 25 | Charles Ivy Racing                                | John Cooper Dudley Wood                 | Porsche 935K3           | 226 |
| 5               | S 2.0    | 10 | Osella Squadra Corse                              | Giorgio Francia Lella Lombardi          | Osella PA9              | 226 |
| 6               | Gruppe 5 | 29 | Vegla Racing Team Aachen                          | Dieter Schornstein Harald Grohs         | Porsche 935J            | 221 |
| 7               | S 2.0    | 12 | Dorset Racing Associates                          | Martin Birrane Roy Baker Richard Jones  | Lola T297               | 216 |
| 8               | GTX      | 51 | Preston Henn                                      | Desiré Wilson Edgar Dören               | Porsche 935K3           | 214 |
| 9               | GT       | 41 | Canon Cameras Racing with GTi Engineering         | Andy Rouse Richard Lloyd                | Porsche 924 Carrera GTR | 213 |
| 10              | S 2000   | 10 | Ian Taylor Racing Limited                         | Mike Taylor Richard Eyre                | Tiga SC81               | 212 |
| 11              | S 2.0    | 15 | David Mercer                                      | David Mercer Mike Chittenden            | Vogue SP2               | 212 |
| 12              | GT       | 43 | Richard Cleare                                    | Dave Kennedy Richard Cleare             | Porsche 934             | 209 |
| 13              | S 2000   | 64 | Kemitex                                           | Adrian Hall Robert Parker Mike Kimpton  | Tiga SC80               | 206 |
| 14              | GT       | 42 | Angelo Pallavicini                                | Neil Crang Angelo Pallavicini           | Porsche 934             | 202 |
| 15              | Gruppe 5 | 25 | Crossroads Coachwork Centre Motorfair Earls Court | Barry Robinson Paul Edwards             | Porsche Carrera RSR     | 197 |
| 16              | S 2000   | 78 | DB Motorsport                                     | Allan Kayes Robert Gibbs                | March 81S               | 195 |
| 17              | Gruppe 5 | 30 | Christian Bussi                                   | Jacques Guérin Christian Bussi          | Porsche 935             | 194 |
| 18              | S 2000   | 63 | Kiron Camera Lenses                               | Chris Alford John Walker Roger Woodward | Tiga SC79               | 187 |
| 19              | Gruppe 5 | 33 | Tuff Kote Dinol                                   | Jan Lundgardh Fritz Glatz               | Porsche 935L1           | 186 |
| 20              | S 2000   | 77 | Kelly Girl Services Limited                       | Divina Galica Tim Lee-Davey             | Tiga SC80               | 184 |
| 21              | S 2000   | 61 | HEP                                               | Hans Lundstrom Ulf Dahl                 | Lola T492               | 180 |
| Ausgefallen     |          |    |                                                   |                                         |                         |     |
| 22              | Gruppe 5 | 24 | BASF Cassetten Team GS Sport                      | Hans-Joachim Stuck Hans Heyer           | BMW M1                  | 160 |
| 23              | Gruppe 5 | 28 | Claude Haldi                                      | Claude Haldi Rodrigo Terran             | Porsche 935K3           | 103 |
| 24              | S 2000   | 66 | Ian Taylor Racing Limited                         | Ian Taylor John Sheldon                 | Tiga SC81               | 83  |
| 25              | S 2000   | 62 | Geoff Farmer                                      | Jeremy Rossiter Geoff Farmer            | Lola T590               | 69  |
| 26              | S + 2.0  | 2  | Porsche Kremer Racing                             | Bob Wollek Henri Pescarolo              | Porsche 917K/81         | 52  |
| 27              | S + 2.0  | 1  | Ford Deutschland                                  | Manfred Winkelhock Klaus Ludwig         | Ford C100               | 40  |
| 28              | Gruppe 5 | 32 | Arthur Hough Pressings Ark Racing                 | John Evans Max Payne                    | Lotus Elan              | 24  |
| 29              | S 2.0    | 16 | URD-Rennwagenbau-Grafenau                         | Robin Smith Joachim Winkelhock          | URD 679                 | 16  |
| 30              | S + 2.0  | 5  | Dorset Racing Associates                          | Leon Walger Richard Jones               | De Cadenet-Lola LM      | 15  |
| 31              | S 2000   | 60 | RG Racing                                         | John Brindley John Webb                 | Lola T592               | 14  |
| 32              | Gruppe 5 | 21 | Janspeed ADA Engineering                          | William Wykeham Ian Harrower            | Triumph TR8             | 12  |
| Nicht gestartet |          |    |                                                   |                                         |                         |     |
| 33              | Gruppe 5 | 23 | Wera-Meibberg-Team                                | Jürgen Lässig Edgar Dören               | Porsche 935K3           | 1   |

1 Unfall im Training

### Nur in der Meldeliste
Hier finden sich Teams, Fahrer und Fahrzeuge, die ursprünglich für das Rennen gemeldet waren, aber aus den unterschiedlichsten Gründen daran nicht teilnahmen.
| Pos. | Klasse   | Nr. | Team                                      | Fahrer                                      | Chassis                  |
| ---- | -------- | --- | ----------------------------------------- | ------------------------------------------- | ------------------------ |
| 34   | Gruppe 5 |     | Richard Jenvey                            | Richard Jenvey Lawrie Hickman               | Lotus Esprit S1          |
| 35   | S 2000   |     |                                           | Robin Smith Tony Charnell Laurence Jakobsen | Chevron B52              |
| 36   | S + 2.0  | 4   | Pascal Pessiot                            | Pascal Pessiot Jacques Rubio                | Lola T280                |
| 37   | S 2.0    | 14  | GTP International Racing Limited          | Neil Bettridge Richard Jones                | Chevron B36              |
| 38   | S 2.0    | 17  | Skoda GB Racing with Colin Bennett Racing | Walter Robertson Dough Niven                | Škoda Coupe 1100SCB Hart |
| 39   | Gruppe 5 | 20  | BMW Italia                                |                                             | BMW M1                   |
| 40   | Gruppe 5 | 27  | Simon Phillips                            | Simon Phillips                              | Porsche Carrera RSR      |
| 41   | GT       | 40  | BMW Zol‘Auto                              | François Sérvanin Laurent Ferrier           | BMW M1                   |
| 42   | GT       | 45  | Formel Rennsport Club Zürich              | Peter Zbinden Edi Kofel                     | Porsche 924 Carrera GTR  |

### Klassensieger
| Klasse                  | Fahrer          | Fahrer            | Fahrzeug                | Platzierung im Gesamtklassement |
| ----------------------- | --------------- | ----------------- | ----------------------- | ------------------------------- |
| Sportwagen über 2-Liter | Guy Edwards     | Emilio de Villota | Lola T600               | Gesamtsieg                      |
| Sportwagen bis 2-Liter  | Giorgio Francia | Lella Lombardi    | Osella PA9              | Rang 5                          |
| Gruppe 5                | Derek Bell      | Chris Craft       | BMW M1                  | Rang 3                          |
| GT                      | Andy Rouse      | Richard Lloyd     | Porsche 924 Carrera GTR | Rang 9                          |
| GTX                     | Bob Garretson   | Bobby Rahal       | Porsche 935K3           | Rang 2                          |
| S 2000                  | Mike Taylor     | Richard Eyre      | Tiga SC81               | Rang 10                         |

### Renndaten
- Gemeldet: 42
- Gestartet: 32
- Gewertet: 21
- Rennklassen: 6
- Zuschauer: unbekannt
- Wetter am Renntag: immer wieder leichter Regen
- Streckenlänge: 4,207 km
- Fahrzeit des Siegerteams: 6:13:30,700 Stunden
- Gesamtrunden des Siegerteams: 238
- Gesamtdistanz des Siegerteams: 1001,071 km
- Siegerschnitt: 160,809 km/h
- Pole Position: Manfred Winkelhock – Ford C100 (#18) – 1.25.500 – 177,102 km/h
- Schnellste Rennrunde: unbekannt
- Rennserie: 15. Lauf zur Sportwagen-Weltmeisterschaft 1981